# Minoru Niizuma
Minoru Niizuma (1930–1998) foi um escultor japonês reconhecido por suas obras abstratas em pedra, que harmonizam influências orientais e ocidentais.

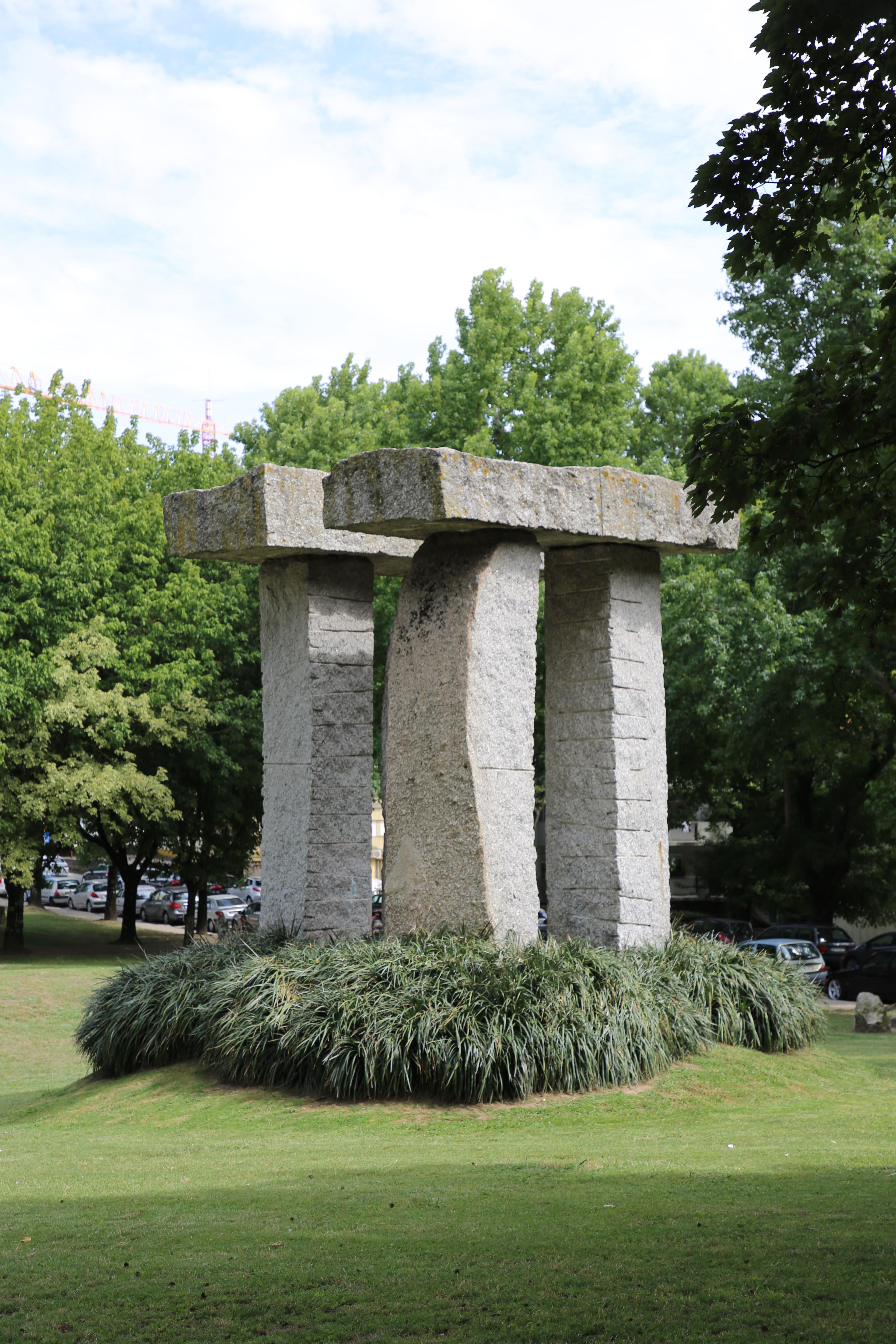
Jardim Paulo Vallada, Porto (1985)

Minoru Niizuma (Tóquio, 1930 - Long Island, Estados Unidos da América, 5 de Setembro de 1998) foi um escultor japonês, naturalizado norte-americano.
Completou os seus estudos na Universidade Nacional de Belas-Artes e Música de Tóquio, em 1955, e expôs com a Associação de Arte Moderna japonesa, de 1954 a 1958. Transferiu-se para Nova Iorque, em 1959, e foi instrutor no Brooklyn Museum Art School, de 1964 a 1970. Foi professor adjunto na Universidade de Columbia, de 1972 a 1984.
Niizuma trabalhou em mármore, granito, basalto e outros materiais. A sua obra reflecte, muitas vezes, a influência da arte oriental e da arte contemporânea ocidental. Está representado em alguns dos principais museus do mundo. Em Portugal, encontra-se presente na Fundação Calouste Gulbenkian. A sua obra, "Açores" (1987), em basalto, realizada para o I Simpósio Internacional de Escultura em Pedra, que teve lugar na ilha de São Miguel, encontra-se, actualmente, junto à Praia das Milícias, em Ponta Delgada.

Obras
Trabalhando com materiais como mármore, granito e basalto, suas esculturas destacam-se pela combinação de texturas polidas e rústicas, explorando formas orgânicas e geométricas.
Principais Obras:
1. “Palace” (década de 1980):
Esta escultura em granito indiano exemplifica a habilidade de Niizuma em integrar elementos contrastantes de textura suave e bruta. A peça consiste em duas partes de granito unidas de forma contínua, revelando uma forma sólida na parte traseira e duas formas perpendiculares na frente. O artista poliu manualmente cada superfície, seguindo oito etapas sucessivas para alcançar uma textura sensível e impecável. 
2. “Castle of the Eye” (1972):
Esta obra demonstra a exploração de Niizuma de formas geométricas e sua interação com o espaço. Utilizando mármore, ele cria uma peça que convida o espectador a contemplar a relação entre a forma esculpida e o vazio ao seu redor.
3. “Windy Wind” (1969):
Nesta escultura, Niizuma captura a essência do movimento do vento. A peça apresenta curvas suaves e linhas fluidas, transmitindo uma sensação de dinamismo e leveza, apesar da solidez do material.
4. “Stormy Wind” (c. 1970):
Esta obra reflete a capacidade de Niizuma de infundir emoção em suas esculturas abstratas. As formas angulares e as superfícies texturizadas evocam a intensidade e a turbulência de uma tempestade, mostrando a habilidade do artista em traduzir fenômenos naturais em formas escultóricas.
As esculturas de Minoru Niizuma são reconhecidas internacionalmente e fazem parte de coleções em museus e jardins de esculturas ao redor do mundo, incluindo Lisboa e Tóquio. Sua abordagem única e a integração de tradições japonesas com técnicas contemporâneas ocidentais garantiram-lhe um lugar de destaque no cenário artístico global. 
Fontes
https://niizumafoundation.org/about?utm_source=chatgpt.com
 «Minoru Niizuma, Palace, c. 1980s». Tina Kim Gallery (em inglês). Consultado em 4 de março de 2025
 «Minoru Niizuma | 68 Artworks | MutualArt». www.mutualart.com (em inglês). Consultado em 4 de março de 2025